# 사의 찬미
《사의 찬미》(死의 讚美)는 일제강점기인 1926년 8월에 한국 최초의 소프라노 윤심덕이 발표한 음반이며 이 음반의 타이틀곡이기도 하다. 타이틀곡은 이오시프 이바노비치의 〈다뉴브강의 잔물결〉을 가창곡으로 편곡한 것이다. 가사는 윤심덕이 직접 썼다고 한다. 편곡도 원곡인 다뉴브강의 잔물결 이란 군악대를 위한 곡의 4번을 절, 6번을 후렴으로 하여 본인이 편곡한 것이다. 한국어 음반으로서는 처음으로 일본에서 발매되었다.
흔히 〈사의 찬미〉를 한국 대중가요의 효시로 보는 경우가 많다. (그러나 우리나라의 첫 번째 대중가요는 우리나라 첫 번째 번안가요인 <희망가>로 알려진 <이 풍진 세상>이다.) 특히 죽음을 찬미하는 내용의 가사처럼 이 노래를 부른 윤심덕이 귀국길의 현해탄에서 극작가 김우진과 실종이 되면서 화제가 되었다. 당시 그녀이 나이는 29세였다.
한국 최초의 소프라노 가수인 윤심덕이 작사했다. 허무주의적 인생관을 담은 가사로 유명하며 윤심덕이 이 노래를 부른 후 극작가 김우진과 함께 대한해협에서 실종되는 사건이 발생하면서 당시 엄청난 화제가 되었다.
그러나 실제 연인사이도 아니었고 동반자살에 대해서는 목격자나 시신을 발견하지 못했으므로 당시 사람들의 추측일 뿐이다.
승객명부에 적혀있던 전남 목포부 북교동 김수산과 2정목 273번지 윤수선이 탑승 이후 실종된 사건을 가지고 당시 신문과 잡지들은 확인되지도 않은 허위보도를 내보냈다.
이 노래는 윤심덕의 비극적인 생애와 함께 자유연애 사조를 상징하는 노래로 자리잡았다. 본래 왈츠이기 때문에 경쾌한 곡조이나 느리게 연주하여 처연하고 비극적인 느낌을 살렸다.
1991년에 영화감독 김호선이 영화를 만들었을 때 이 노래의 제목에서 따온 《사의 찬미》라는 제목을 붙였다.
2015년 MBC 《미스터리 음악쇼 복면가왕》에서 상남자 터프가이(임형주)가 3라운드에서 부른 노래이다.

## 노랫말
광막한 광야에 달리는 인생아
너의 가는 곳 그 어데이냐
쓸쓸한 세상 험악한 고해를
너는 무엇을 찾으러 가느냐

눈물로 된 이 세상은

나 죽으면 고만일까

행복 찾는 인생들아

너 찾는 것 허무

웃는 저 꽃과 우는 저 새들은

그 운명이 모두 다 같구나

삶에 열중한 가련한 인생아

너는 칼 우에 춤추는 자로다

눈물로 된 이 세상은

나 죽으면 고만일까

행복 찾는 인생들아

너 찾는 것 허무

허영에 빠져 날뛰는 인생아

너 속였음을 네가 알겠느냐

세상의 것은 너의게 허무니

너 죽은 후에 모두 다 없도다

눈물로 된 이 세상은

나 죽으면 고만일까

행복 찾는 인생들아

너 찾는 것 허무

## 참고자료
- 김명환 (2006년 9월 1일). “'사의 찬미'에 얽힌 사연 ”. 충청투데이. 2008년 5월 21일에 확인함.
- 이준희. “유행가 시대(2) - 광막한 황야에 달리는 인생아”. 가요114. 2008년 5월 21일에 확인함.icColumn/musicColumnMStoryView.asp?no=22 }}
- 김창남. “식민지시대 비애의 드라마: 이애리수와 윤심덕”. KB 레인보우 인문학. 2010년 5월 22일에 원본 문서에서 보존된 문서. 2010년 3월 18일에 확인함.